# Usted tiene ojos de mujer fatal
Usted tiene ojos de mujer fatal es una obra de teatro escrita por Enrique Jardiel Poncela y estrenada en Valencia el 20 de septiembre de 1932. Es una adaptación al teatro de la novela del mismo autor Pero...¿hubo alguna vez once mil vírgenes?

## Argumento
Sergio es un seductor que tiene por afición coleccionar conquistas femeninas. Nunca se enamora, hasta que repara en Elena, la primera mujer que se atreve a rechazar sus encantos. Se da además la circunstancia de que Elena está destinada a casarse con un rico anciano, en contra de los deseos de la familia de él, ansiosos por heredar. Estos proponen a Sergio que conquiste el corazón de Elena, lo que finalmente consigue debido a la sinceridad de sus sentimientos.

## Personajes
- Sergio
- Elena
- Pepita
- Oshidori
- Ana
- Francisca
- Ágata
- Leonor
- Pantecosti
- Adelaida
- Beatriz
- Julia
- Roberto
- Mariano
- Fernanda
- Arturito
- Nina
- Indalecio
- Criado

## Algunas representaciones destacadas
- Teatro (1932). Intérpretes: Pepita Meliá (Elena), Mercedes Muñoz Sampedro, María Francés, Carmen Alcoriza, Ana M.ª Noé, Benito Cibrián, Antonio Armet.
- Cine (1936). Dirección: Juan Parellada. Producción: Sonocine (España). Intérpretes: Ramón de Sentmenat, Hilda Moreno, Félix de Pomés, Jesús Castro Blanco, Modesto Cid, Carmen Salazar, Porfiria Sanchiz, María Severini, Fernando Cortés, Fina Conesa, Marta Flores, Carmen Rodríguez, Samuel S. Crespo, Floren Monfort, César Pombo
- Teatro (1954). Teatro Cómico. Intérpretes: Milagros Leal, Pedro Porcel, Carmen Bernardos, Luis Arroyo, Mari Luz Jardiel.
- Cine (1962): Usted tiene ojos de mujer fatal. Dirección: José María Elorrieta. Intérpretes: María Silva, Manolo Gómez Bur, Pastor Serrador, José María Tasso.
- Televisión (13 de enero de 1975), en el espacio El Teatro, de Televisión española. Intérpretes: José Martín, Ismael Merlo, María Luisa San José (Elena), Mara Goyanes, Félix Rotaeta, Carmen Maura, Yolanda Ríos, Pedro del Río, María Massip, Mary González.
- Teatro (1989): Teatro Maravillas (Madrid). Dirección: Mara Recatero. Intérpretes: Fernando Delgado, Víctor Valverde, María Kosty (Elena), María Jesús Sirvent, Pilar Bardem, Mari Begoña,
- Teatro (2003). Veranos de la Villa Madrid. Dirección: Manuel Canseco. Intérpretes: Luis Varela, África Gozalbes, Paco Racionero, Paloma Paso Jardiel, Estrella Blanco Miguel Tubía y Maite Perroni.
- Teatro (2008). Teatro Muñoz Seca de Madrid. Dirección: Juan José Alonso Millán. Escenografía: Antonio Mingote. Intérpretes: Lara Dibildos (Elena), Fabio León, Antonio Espigares, Paco Churruca, Yolanda Mora, Rosa Valenty, Mónica Soria, Natalia Robres, Silvia Vázquez-Figueroa, Andréa Bornston, Pedro Javier y Daniel Cicaré.